# Was soll das
Was soll das ist ein Rocksong des deutschen Musikers Herbert Grönemeyer, der von ihm selbst geschrieben und gemeinsam mit Norbert Hamm produziert wurde. Er wurde am 28. März 1988 vorab als erste Single aus dem Album Ö ausgekoppelt.

## Musik und Text
Es handelt sich um einen Midtempo-Rocksong, der überwiegend mit Akustikgitarren und E-Gitarren instrumentiert ist. Das Lied handelt von einer Eifersuchtsszene, bei der der Protagonist seinem Nebenbuhler in der Wohnung der geliebten Person begegnet und seine Beobachtungen minutiös schildert: „Sein Pyjama liegt in meinem Bett / Sein Kamm in meiner Bürste steckt / Was soll das? Was soll das? / Seine Schuhe steh’n in Reih und Glied / Ein Anblick, den man gerne sieht / Was soll das? Was soll das? / Sein Aftershave klebt in der Luft / Warum hat er nicht gleich meins benutzt? Was soll das? Uh, was soll das?“ Im Refrain fragt er sich, womit er diese Behandlung verdient habe.

## Entstehung und Veröffentlichung
Was soll das wurde von Grönemeyer selbst geschrieben und gemeinsam mit Norbert Hamm produziert. Das Lied wurde zunächst wie viele von Grönemeyers Songs als Ballade geschrieben, auch um zu schauen, ob die Melodie trägt. Dann wurde die perkussive Akustikgitarre hinzugefügt, die Grönemeyer mit Faith von George Michael verglich, und der Song wurde so schneller und härter. Was soll das basiert textlich auf einer wahren Geschichte, die einem Freund von Grönemeyer passierte. Grönemeyer berichtete, dass er in der Folgezeit häufiger darauf angesprochen wurde, ob es ihm denn noch gut ginge, weil einige Zuhörer dachten, die Geschichte sei ihm selbst passiert. Am 28. März 1988 erschien Was soll das vorab als Single bei EMI, bevor es am 30. März auf dem Album Ö als erster Song zu hören war. Auf der B-Seite befindet sich der Song Keine Heimat. Das Singlecover zeigt ein Schwarz-Weiß-Porträt von Grönemeyer mit dem Ö-Schriftzug in Türkis.
Der Song wurde auch auf mehreren Livealben und Kompilationen veröffentlicht. Auch erschien die englische Version What’s All This auf seinem gleichnamigen englischsprachigen Studioalbum. Der Text stammt von Peter Hammill von Van der Graaf Generator.

## Musikvideo
Was soll das war der erste Grönemeyer-Song, zu dem ein offizielles Musikvideo gedreht wurde. Es entstand in drei Versionen überwiegend in Schwarzweiß – einige Liveszenen wurden in Farbe hineingeschnitten – unter der Regie von Peter Scammell.

## Rezeption

### Kritiken
Die Zeit schrieb, Was soll das, ein Lied über eine Eifersuchtsszene, sei mit seiner Selbstironie und seiner „Komik als ein Glücksfall des Deutsch-Rock anzusehen“.

### Charts und Chartplatzierungen
Am 4. April 1988 stieg Was soll das erstmals auf Rang 20 der deutschen Singlecharts ein. Ihre beste Chartnotierung erreichte die Single mit Rang drei am 9. Mai 1988, wo sie drei Wochen blieb. Für einen Zeitraum von 13 Wochen war es das erfolgreichste deutschsprachige Lied in den Charts. Grönemeyer löste sich mit seiner Folgesingle Vollmond selbst als bestplatzierte deutschsprachige Single ab. Insgesamt platzierte sich Was soll das 20 Wochen in den Charts und wurde nach Männer, Alkohol, Flugzeuge im Bauch und Kinder an die Macht zum fünften Charthit Grönemeyers als Interpret sowie Produzent. In seiner Autorenfunktion ist es inklusive Nackt im Wind (Band für Afrika) ebenfalls der fünfte Charthit. Koproduzent Norbert Hamm erreichte in dieser Funktion mit Was soll das zum zweiten Mal die deutschen Singlecharts, als Autor landete er bereits den Charthit Alkohol. In Österreich erreichte der Song Rang 15 und war zwölf Wochen platziert. Sowohl für Grönemeyer als auch für Hamm ist es der zweite Single-Charterfolg in Österreich.
| ChartsChartplatzierungen | Höchstplatzierung | Wochen |
| ------------------------ | ----------------- | ------ |
| Deutschland (GfK)        | 3 (20 Wo.)        | 20     |
| Österreich (Ö3)          | 15 (12 Wo.)       | 12     |

## Coverversionen
Das Lied wurde 2012 von The Firebirds und 2013 von Heino gecovert.